# قسط ضيق الأوراق
قسط ضيق الأوراق (الاسم العلمي:Costus stenophyllus) هو نوع من النباتات يتبع جنس القسط من الفصيلة القسطية.